# Setophaga americana
Setophaga americana là một loài chim trong họ Parulidae.